# Arica y Parinacota
Arica y Parinacota is de meest noordelijke van de zestien regio's van Chili en heeft als regionummer het Romeinse nummer XV. De hoofdstad van de regio is Arica. De regio heeft 226.068 inwoners (2017) en grenst in het noorden aan Peru, in het oosten aan Bolivia, in het zuiden aan de regio Tarapacá en in het westen aan de Grote Oceaan. De regio werd in oktober 2007 afgesplitst van de regio Tarapacá.

## Provincies
De regio Arica y Parinacota bestaat uit twee provincies:
- Arica
- Parinacota

## Gemeenten
De regio Arica y Parinacota bestaat uit vier gemeenten:
- Arica
- Camarones
- General Lagos
- Putre

Arica y Parinacota · Tarapacá · Antofagasta · Atacama · Coquimbo · Valparaíso · O'Higgins · Maule · Ñuble · Biobío · Araucanía · Los Ríos · Los Lagos · Aysén · Magallanes · Región Metropolitana de Santiago